# Ньєвр
Ньєвр (фр. Nièvre) — департамент на сході центральної частини Франції, один з департаментів регіону Бургундія-Франш-Конте. Порядковий номер 58. Адміністративний центр — Невер. Населення 225,2 тис. чоловік (83-е місце серед департаментів, дані 1999 р.).

## Географія
Площа території 6 817 км².
Департамент включає 4 округи, 32 кантони і 312 комун.

## Історія
Ньєвр — один з перших 83 департаментів, створених в березні 1790 р. Знаходиться на території колишньої провінції Нівєрне.